# Lothar Ziebell
Lothar Ziebell (* 22. Juni 1928; † 9. August 2009 in Hamburg) war ein deutscher Schauspieler, Hörspiel- und Synchronsprecher.

## Leben
Über das Leben des 1928 geborenen Lothar Ziebell sind nur lückenhafte Informationen vorhanden. Bekannt sind nur die Engagements in den 1950er Jahren am Theater der Freundschaft in Ost-Berlin. In mehreren Produktionen von Film- und Fernsehgesellschaften stand er vor der Kamera. Als Sprecher wirkte er bei der DEFA für mehrere Synchronisationen von ausländischen Filmen mit. Einen großen Anteil an seinen Beruf hat die Tätigkeit als Hörspielsprecher und Hörspielregisseur. So hat er allein von 1969 bis 1998 in mindestens 70 Hörspielen mitgewirkt.
Lothar Ziebell verstarb 2009 im Alter von 81 Jahren in Hamburg.

## Filmografie
- 1950: Semmelweis – Retter der Mütter
- 1956: Das tapfere Schneiderlein
- 1962: Oh, diese Jugend (Fernsehfilm)
- 1966: Cliff Dexter (Fernsehserie, eine Episode)

## Theater
- 1953: Irina Karnauchowa, Leonid Braussewitsch: Die feuerrote Blume – Regie: Margot Gutschwager (Theater der Freundschaft Berlin)
- 1954: T. Gabbe: Der kristallene Schuh (Junger Höfling) – Regie: Lothar Bellag (Theater der Freundschaft Berlin)
- 1954: Stefan Heym, Hanuš Burger nach Mark Twain: Tom Sawyers großes Abenteuer – Regie: Josef Stauder (Theater der Freundschaft Berlin)
- 1954: Molière: Der Bürger als Edelmann – Regie: Otto Dierichs (Theater der Freundschaft)
- 1956: Josef Kajetán Tyl: Schwanda, der Dudelsackpfeifer von Strakonitz (Kammerdiener) – Regie: Josef Stauder (Theater der Freundschaft Berlin)
- 1957: Carlo Goldoni: Der Lügner (Florindo) – Regie: Rudolf Wessely (Theater der Freundschaft Berlin)

## Hörspiele und Features
- 1960: Jochen Schöberl: Totentanz in g-moll (Bertin) – Regie: Gustav Burmester (Kriminalhörspiel aus der Reihe Die Jagd nach dem Täter – NDR)
- 1960: Dieter Wellershoff: Die Bittgänger – Regie: Gustav Burmester (Hörspiel – NDR)
- 1960: Dylan Thomas: Richtige Weihnachten – Regie: Fritz Schröder-Jahn (Hörspiel – NDR)
- 1961: Helmut Kneffel: Mord auf Abruf (Pietro Fennaroli) – Regie: Gerda von Uslar (Kriminalhörspiel aus der Reihe Die Jagd nach dem Täter – NDR)
- 1961: Ernst Schnabel: Lidice – Das schweigende Dorf – Regie: Fritz Schröder-Jahn (Feature – NDR)[2]
- 1962: Jörn Schröder: Tatzeit 11 Uhr 40 (Heine, Vorarbeiter) – Regie: S. O. Wagner (Kriminalhörspiel aus der Reihe Die Jagd nach dem Täter – NDR)
- 1966: Rolf Haufs: Man wird sehen – Regie: Fritz Schröder-Jahn (Hörspiel – NDR, SDR)
- 1966: Erich Fried: Indizienbeweise – Regie: Fritz Schröder-Jahn (Hörspiel – NDR)
- 1966: Sophokles:  Philoktet (Gefährte des Neoptolemos) – Regie: Fritz Schröder-Jahn (Hörspiel – NDR)

Außerdem weisen an die 200 kommerzielle Hörspiele diverser Labels die Mitwirkung meist in abweichender Schreibweise Lothar Zibell aus, darunter TKKG (Europa), Der kleine Vampir (Ariola und Europa), Tim und Struppi (maritim), Idefix (Peggy), Gummi-Tarzan (Philips), Arborex (Karussell), Die drei Musketiere (PEG), Vorstadtkrokodile (Fontana), Gepäckschein 666 (RCA), Scotland Yard (Ravensburger).

## Synchronisation
- 1956: Jean-Louis Trintignant als Jean-Louis in Wenn alle Menschen der Welt
- 1958: Gabriele Antonini als Sandro Bacci in Väter und Söhne